# Хмелёв, Константин Филиппович
Константин Филиппович Хмелёв (21 июня 1940 г., Тбилиси — 3 июля 2001 г., Воронеж) — советский российский геоботаник, болотовед, доктор биологических наук, профессор, заведующий кафедрой морфологии, систематики и географии растений (1982—1992), кафедрой биологии и экологии растений (с 1992) Воронежского государственного университета, исследователь биологии и экологии растений Центрального Черноземья.

## Биография
Родился в Тбилиси в семье военнослужащего. Получил звание мастера спорта по вольной борьбе. После окончания школы работал матросом на рыболовецком сейнере. В 1960 г. поступил в Таджикский университет, на биофак. Участвовал в экспедиции на Памир под руководством К. В. Станюковича. В 1963 г. перевелся в Воронежский государственный университет. В 1965 г. окончил биолого-почвенный факультет Воронежского государственного университета. Специализировался по кафедре морфологии, систематики и географии растений (ныне — кафедра ботаники и микологии). Был зачислен в аспирантуру ВГУ и МГУ. В 1968 г. защитил кандидатскую диссертацию «Сфагновые болота бассейна реки Матыры: средняя часть Окско-Донской низменности». С 1968 г. — ассистент той же кафедры. С 1972 году — старший преподаватель, с 1973 г. — доцент. В 1980 г. защитил докторскую диссертацию «Закономерности развития болотных экосистем (на примере Центрального Черноземья)». В 1982 г. получил звание профессора, был избран заведующим кафедрой. С 1992 г. — заведующий кафедрой биологии и экологии растений.
По его инициативе в 1993 г. был создан музей «Растительный покров Центрального Черноземья», в настоящее время носящий его имя.
Председатель секции ботаники Головного совета по биологии и технологии Министерства образования РФ.
Председатель Воронежского отделения Всесоюзного ботанического общества (1982).
Научный эксперт Министерства науки РФ.
Научный руководитель государственного природного заповедника «Галичья гора».
Заслуженный деятель науки РФ (1993).

## Научная деятельность
Сфера научных интересов — биология, экология растений Центрального Черноземья и охрана окружающей среды.
Является основателем Воронежской школы популяционной биологии растений. Благодаря усилиям К. Ф. Хмелёва сформировались два новых научных направления: популяционно-консортивный анализ и безопасность экологических систем. Была разработана «Программа по экологии и охране среды Центрально-Черноземного региона».
В работе «Закономерности развития болотных экосистем Центрального Черноземья» (1985) автор выявляет закономерности и тенденции развития болотных экосистем Центрального Черноземья, характеризует особенности эволюции болотных экосистем под влиянием антропогенных факторов, проводит комплексное районирование болотных экосистем Центрального Черноземья с учетом особенностей динамики их развития. Исследователь рассматривает болота как гомеостатическую динамическую систему взаимосвязей природных компонентов с преобладанием аккумуляционных процессов, где прошлые и настоящие группы биогеоценозов взаимосвязаны, где возникновение и развитие этих групп обусловлено комплексом физико-географических взаимодействий. В монографии были предложены классификация болот, объективные критерии и конкретные примеры выделения стадий развития болотных экосистем. Впервые в теории болотоведения рассмотрены процессы, предшествующие болотообразованию, выяснена роль неотектоники, проведена инвентаризация болот Центрального Черноземья, выявлены закономерности распределения болот в связи с условиями их залегания и показаны особенности их эволюции.
Выявлены закономерности формирования химического состава болотных вод, прослежены процессы миграции и аккумуляции минеральных веществ из атмосферных осадков. Исследован температурный режим разных типов болот и его влияние на химический состав минеральной части растений. Произведена оценка видов торфа и торфяных залежей, содержания и распределения микроэлементов в них. Установлен возраст залежей и прослежены закономерности их развития в отдельные периоды голоцена.
Исследована флора болот, прослежена взаимосвязь флоры болот Центрального Черноземья с флорами болот Украины и Белоруссии, рассмотрены вопросы се происхождения. Исследованы основные фитоценозы болот, структура и закономерности распределения их на разных типах болот. Показаны особенности развития болотных экосистем под влиянием естественных и антропогенных факторов, приведены критерии для выделения и сохранения болот в качестве природоохранительных объектов. Проведено комплексное районирование болот с учетом особенностей динамики их развития.
Монография «Флора мохообразных бассейна Среднего Дона» (1988), написанная в соавторстве с Н. Н. Поповой, включает систематический перечень мохообразных указанного региона из 203 видов и 8 разновидностей. Характеризуется таксономия флоры и ее связи с лесными и лесостепными регионами. Изучены закономерности эколого-ценотического распределения мохообразных. Показаны особенности этой флоры и основные этапы ее формирования. Большое внимание уделено охране редких видов мохообразных и их картированию в пределах региона.

## Основные работы
- Растительный покров Воронежской области и его охрана. Воронеж: Изд-во ВГУ, 1976. 184 с. (соавт. Камышев Н. С.)
- Лекарственные растения Центрального Черноземья. Воронеж, 1976. 448 с. (соавт. Завражнов В. И., Китаева Р. И.)
- Закономерности развития болотных экосистем Центрального Черноземья. Воронеж: Изд-во Воронеж. ун-та, 1985. 168 с.
- Флора мохообразных бассейна Среднего Дона. Воронеж: Изд-во Воронеж. ун-та, 1988. 167,[2] с. (соавт. Н. Н. Попова)
- Особенности пространственно-временных флуктуаций в ценопопуляциях степных растений Центрального Черноземья // Интродукция, акклиматизация, охрана и использование растений в степной зоне. 1992. С. 38-41.
- Состояние популяции Potentilla pimpinelloides L. в Среднерусской лесостепи // Современное состояние растительного и животного мира Липецкой области и проблемы их охраны: Материалы III областной науч.-практ.конф., 14-16 марта 1994 г., г. Липецк. 1995. Ч.1: Растительный мир и проблемы его охраны. С. 87-101.
- Изучение ценопопуляций растений: Метод. указания для студентов 3-4 курсов всех форм обучения / Сост. К. Ф. Хмелев. Воронеж: ВГУ, 1993. 23 с.
- К изучению консортивных связей ценопопуляций семейства Crassulaceae DC. европейской части России // Проблемы интродукци и экологии Центрального Черноземья: Сб. науч. тр., посвящ. 60-летию Бот. сада им. проф. Б. М. Козо-Полянского. 1997. С. 86-92.
- Программа и методические указания по популяционно-консортивному анализу природных экосистем для студентов 3-5 курсов биолого-почвенного факультета всех форм обучения / Сост. К. Ф. Хмелев, А. А. Афанасьев, А. И. Кирик, В. В. Негробов, В. В. Онищенко. Воронеж: ВГУ, 1997. 31 с.
- Закономерности развития природных и антропогенно-трансформированных популяций и экосистем Европейской части России // Вестник ВГУ. Сер. 2. Естеств. науки. 1998. № 3. С. 29-38.
- Экологический мониторинг. Методы биологического и физико-химического мониторинга: Учеб. пособие / Под ред. Д. Б. Гелашвили. Н. Новгород: Изд-во Нижегород. ун-та, 2000. Ч. 4. 427 с. (Гл. 7: Методы изучения популяций и их консортивных связей в природных и антропогенно-трансформированных экосистемах / К. Ф. Хмелев, А. А. Афанасьев, А. И. Кирик, В. В. Негробов. С. 220—259).
- Особенности онтогенеза и структуры ценопопуляций Sempervivum Ruthtnicum и Jovibarba Sobolifera (Crassulaceae) бассейна Среднего Дона в связи с типом стратегии жизни / К. Ф. Хмелев, А. В. Никулин, А. И. Кирик // Ботан. журн. 2003. № 4. С. 17-27[4][6][7].